# 호리 나오토
호리 나오토(일본어: 堀 直人, 1964년 11월 28일 ~ )는 일본의 전 축구 선수이다.

## 구단 경력
1987년 일본 사커 리그의 전일본공수(요코하마 플뤼겔스)에 입단하였다. 1989년에 일본 사커 리그 준우승. 1993년에 천황배 우승을 차지하였다. 1993년후 현역 은퇴.